# Poljana Čička
Poljana Čička – wieś w Chorwacji, w żupanii zagrzebskiej, w mieście Velika Gorica. W 2011 roku liczyła 688 mieszkańców.